# Rivière Saint-Charles (Varennes)
Pour les articles homonymes, voir Saint-Charles et Rivière Saint-Charles.
La rivière Saint-Charles est un tributaire de la rive-sud du fleuve Saint-Laurent, coulant dans la ville de Varennes, dans la municipalité régionale de comté (MRC) de Marguerite-D'Youville, dans la région administrative de la Montérégie, au sud-ouest de la province de Québec, au Canada.
Le cours inférieur de la rivière Saint-Charles délimite plus ou moins la partie urbaine de Varennes en passant du côté sud. Les parties intermédiaire et supérieure coulent en zone agricole.
La surface de la rivière est généralement gelée de la mi-décembre à la fin mars. La circulation sécuritaire sur la glace se fait généralement de fin décembre à début mars. Le niveau de l'eau de la rivière varie selon les saisons et les précipitations.

## Géographie
Les principaux bassins versants voisins de la rivière Saint-Charles sont :
- côté nord : ruisseau Notre-Dame ;
- côté est : Le Grand Ruisseau, rivière Richelieu ;
- côté sud : rivière aux Pins, rivière Sabrevois ;
- côté ouest : ruisseau Notre-Dame, fleuve Saint-Laurent.

La rivière Saint-Charles prend sa source à l'embouchure d'un petit lac (longueur : 0,35 km ; altitude : 31 m) aménagé au cœur du terrain de golf de Verchères. Ce cours d'eau coule sur 13,9 km, avec une dénivellation de 24 m, selon les segment suivants :
- 7,1 km d'abord sur 0,4 km vers le nord-ouest en traversant dans le terrain de golf, puis sur 6,7 km vers le sud-ouest en zone agricole jusqu'à l'autoroute 30 ;
- 6,8 km d'abord vers l'ouest en zone agricole, puis vers le sud-ouest en passant en petits serpentins du côté sud de la limite de la zone urbaine de Varennes, en recueillant le Fossé du Petit Bois (venant du sud), en coupant la route 132 et bifurquant vers le nord-ouest en fin de segment, jusqu'à son embouchure[1].

L'embouchure de la rivière Saint-Charles est située sur la rive sud-est du fleuve Saint-Laurent cœur de la ville de Varennes, face à l'Île Sainte-Thérèse, soit à :
- 1,4 km à l'est de la rive de l'Île Sainte-Thérèse ;
- 3,1 km en aval de l'embouchure de la rivière aux Pins ;
- 11,1 km au nord du pont-tunnel Louis-Hippolyte-La Fontaine.

## Toponymie
Le toponyme "rivière Saint-Charles" a été officialisé le 5 décembre 1968 à la Commission de toponymie du Québec.